# Бугры (Великолукский район)
Бугры — деревня в Великолукском районе Псковской области России. Входит в состав сельского поселения «Купуйская волость».
Расположена в центре района, в 1 км к востоку от правого берега реки Ловать, в 4 км к югу от волостного центра Купуй и в 20 км к югу от райцентра Великие Луки.

## Население
Численность населения по оценке на 2000 год составляла 34 жителя, на 2010 год — 31 житель.